# أنيس حاج موسى
أنيس حاج موسى (مواليد 11 فبراير 2002) هو لاعب كرة قدم محترف يلعب كمهاجم لنادي فينورد في الدوري الهولندي الممتاز. ولد في فرنسا، ويمثل الجزائر على المستوى الدولي.

## المسيرة الكروية
ولد أنيس حاج موسى في باريس، ولعب لأول مرة مع نادي تورسي ونادي مونفيرميل، قبل أن ينضم إلى أكاديمية نادي لانس في عام 2018.
لعب لأول مرة مع احتياطي لينز في الدرجة الثانية الوطنية، قبل أن يوقع عقده الأول مع الفريق الأول في بلجيكا مع نادي أوليمبيك شارلروا في صيف عام 2022. وسرعان ما أصبح هناك بارزًا في الوطنية 1.
في يونيو 2023، انتقل أنيس إلى نادي باترو آيزدن ماسميشلين، الذي حقق للتو الصعود إلى دوري تشالنجر برو في الموسم السابق.
في فبراير 2024، تم إعارته إلى نادي فيتيسه أرنهيم في الدوري الهولندي، مع شرط شراء. على الرغم من انضمامه إلى فريق متعثر، إلا أنه سرعان ما تمكن من التميز مع النادي القادم من أرنهيم.
في أبريل 2024، أعلن نادي فينورد الهولندي أن موسى سينضم إلى النادي لموسم 2024-2025 بعقد مدته خمس سنوات. بفضل هذه الخطوة، حصل موسى على مبلغ انتقال قياسي من ناديه السابق باترو آيسدن. في 6 نوفمبر 2024، سجل هدفه الأول دوري أبطال أوروبا في خسارة 1-3 على أرضه أمام ريد بول سالزبورغ.

## المسيرة الدولية
أنيس حاج موسى هو لاعب دولي شاب في صفوف الجزائر، حيث لعب مع منتخب تحت 20 سنة ومنتخب تحت 23 سنة.
شارك أنيس لأول مرة مع المنتخب الجزائري الأول في 22 مارس 2024 في مباراة ودية ضد بوليفيا.

## إحصائيات المهنة

### النادي
آخر تحديث لعبت المباراة في 18 مايو 2025
.
| النادي         | الموسم       | الدوري                  | الدوري    | الدوري  | الكأس     | الكأس   | أوروبا    | أوروبا  | غيرها     | غيرها   | إجمالي    | إجمالي  |
| النادي         | الموسم       | القسم                   | التطبيقات | الأهداف | التطبيقات | الأهداف | التطبيقات | الأهداف | التطبيقات | الأهداف | التطبيقات | الأهداف |
| -------------- | ------------ | ----------------------- | --------- | ------- | --------- | ------- | --------- | ------- | --------- | ------- | --------- | ------- |
| عدسة ب         | 2021–22      | إف 2                    | 22        | 1       | -أجل      | -أجل    | -أجل      | -أجل    | -أجل      | -أجل    | 22        | 1       |
| أوليما كارلروي | 2022–23      | القسم الوطني البلجيكي 1 | 33        | 8       | -أجل      | -أجل    | -أجل      | -أجل    | -أجل      | -أجل    | 33        | 8       |
| باترو إيزدن    | 2023–24      | "تشالنجر"               | 16        | 1       | 2         | 1       | -أجل      | -أجل    | -أجل      | -أجل    | 18        | 2       |
| (قرض)          | 2023–24      | التقسيم الأول           | 14        | 1       | 1         | 1       | -أجل      | -أجل    | -أجل      | -أجل    | 15        | 2       |
| فيينورد        | 2024–25      | التقسيم الأول           | 30        | 8       | 2         | 0       | 11[ب]     | 3       | 0         | 0       | 43        | 11      |
| إجمالي المهن   | إجمالي المهن | إجمالي المهن            | 115       | 19      | 5         | 2       | 11        | 3       | 0         | 0       | 131       | 24      |

1. ↑  Includes كأس بلجيكا، KNVB Beker
2. ↑  Appearances in دوري أبطال أوروبا

### دولي
آخر تحديث المباراة لعبت في 6 سبتمبر 2024
.
| المنتخب الوطني | سنة     | التطبيقات | الأهداف |
| -------------- | ------- | --------- | ------- |
| الجزائر        | 2024    | 3         | 0       |
| المجموع        | المجموع | 3         | 0       |

## الأوسمة
فينورد
- درع يوهان كرويف : 2024

## روابط خارجية
- أنيس حاج موسى  على سكروي